# Ganoderma chenghaiense
Ganoderma chenghaiense är en svampart som beskrevs av J.D. Zhao 1989. Ganoderma chenghaiense ingår i släktet Ganoderma och familjen Ganodermataceae.   Inga underarter finns listade i Catalogue of Life.